# Tetín (kraj środkowoczeski)
Tetín – gmina w Czechach, w powiecie Beroun, w kraju środkowoczeskim. Według danych z dnia 1 stycznia 2013 liczyła 846 mieszkańców.